# Pseudoseisura
Pseudoseisura es un género de aves paseriformes perteneciente a la familia Furnariidae que agrupa a especies nativas de Sudamérica donde se distribuyen desde el noreste de Brasil, este de Bolivia, norte de Paraguay y suroeste de Brasil hasta Uruguay y el centro y oeste de Argentina. Se conocen por el nombre popular de cacholotes o caserotes.

## Etimología
El nombre genérico femenino «Pseudoseisura» se compone de las palabras del griego «ψευδος pseudos»: falso, y «σεισουρα seisoura»: ave mencionada por Hesiquio y posteriormente identificada como las lavanderas del género Motacilla del Viejo Mundo, significando «falso Motacilla».

## Características
Los cacholotes son grandes furnáridos marrones, que miden entre 23 y 26 cm de longitud. La mayoría con prominentes crestas peludas, que habitan zonas primariamente alopátricas en terrenos abiertos y semiabiertos en el este y sur de América del Sur. Son conocidos por sus llamados estridentes y prolongados y por sus enormes y visibles nidos hechos de ramitas.

## Lista de especies
Según las clasificaciones del Congreso Ornitológico Internacional (IOC) y Clements Checklist/eBird v.2019, el género agrupa a las siguientes especies con el respectivo nombre popular de acuerdo con la Sociedad Española de Ornitología (SEO):
| Imagen | Nombre científico        | Autor                          | Nombre común             | EC (*) |
| ------ | ------------------------ | ------------------------------ | ------------------------ | ------ |
|        | Pseudoseisura cristata   | (Spix, 1824)                   | cacholote de la caatinga | LC     |
|        | Pseudoseisura unirufa    | (d'Orbigny & Lafresnaye, 1838) | cacholote crestigrís     | LC     |
|        | Pseudoseisura lophotes   | (Reichenbach, 1853)            | cacholote castaño        | LC     |
|        | Pseudoseisura gutturalis | (d'Orbigny & Lafresnaye, 1838) | cacholote pardo          | LC     |

(*) Estado de conservación
Especies fósiles:
- †Pseudoseisura cursor Toni & Noriega 2001, del Pleistoceno de Argentina.[12]

## Taxonomía
La especie Pseudoseisura unirufa era antes considerada una subespecie de P. cristata, pero Zimmer & Whittaker (2000) presentaron evidencias para considerar P. unirufa como especie separada.